# Cereoides nebulosus
Genre
Espèce
Synonymes
- Cerea nebulosa Sørensen, 1896

Cereoides nebulosus, unique représentant du genre Cereoides, est une espèce d'opilions laniatores de la famille des Assamiidae.

## Distribution
Cette espèce est endémique du Sud-Ouest du Cameroun. Elle se rencontre vers Limbé.

## Description
L'holotype mesure 4 mm.

## Systématique et taxinomie
Cette espèce a été décrite sous le protonyme Cerea nebulosa par Sørensen en 1896. Elle est placée dans le genre Cereoides par Roewer en 1935.

## Publications originales
- Sørensen, 1896 : « Opiliones Laniatores a cl. Dr. Yngwe Sjöstedt in Kamerun (Africa Centrali) collectos. » Entomologisk Tidskrift, vol. 17, p. 177–202 (texte intégral).
- Roewer, 1935 : « Alte und neue Assamiidae. Weitere Weberknechte VIII (8. Ergänzung der "Weberknechte der Erde" 1923). » Veröffentlichungen aus dem Deutschen Kolonial- und Übersee-Museum in Bremen, vol. 1, no 3, p. 1–168.